# Ridolfo Mazzucconi
Ridolfo Mazzucconi (Firenze, 2 maggio 1889 – Forlì, 23 gennaio 1959) è stato un giornalista e scrittore italiano.

## Biografia
Fu autore di circa trenta libri. Per conto dell'Istituto per gli studi di politica internazionale nel 1937, dopo la guerra d'Etiopia, pubblicò la Storia della conquista dell'Africa in quattro volumi. Autodefinitosi «mente speculatrice d'inquieto ricercatore», scrisse novelle e romanzi apparsi a puntate su La Nazione e si occupò, in modo antiaccademico e divulgativo, anche di storia dell'arte pubblicando alcune biografie romanzate.
Insieme con Piero Bernardini, Giuseppe Cartoni, Bruno Fallaci, Puccio Pucci, costituì un cenacolo culturale, «Rosina», che in una serata futurista al teatro Verdi di Firenze (12 dicembre 1913) Filippo Tommaso Marinetti definì "movimento contenente indubbi elementi di simultaneità".
Collaboratore e redattore di vari periodici, tra cui Collegi d'Italia, Gazzetta dei Comuni (anche direttore nel 1925), Corriere d'America, L'Italia Letteraria,  Stampa fascista, Italia e Civiltà, fu nominato direttore del quotidiano La Nazione dal governo della Repubblica Sociale Italiana, dal 17 settembre al 18 ottobre 1943, quando fu sostituito da Mirko Giobbe. Giobbe aveva improntato al quotidiano una linea moderata e dialogante che al ministro della cultura popolare Ferdinando Mezzasoma non piacque, pertanto Mazzucconi fu chiamato ad assumere la guida del giornale una seconda volta, dal 14 aprile fino all'arrivo degli Alleati. La pubblicazione del giornale fu ufficialmente sospesa dal Comando Alleato in Italia il 18 agosto 1944.
Da maggio 1944 fu direttore della Nuova Antologia (fino a dicembre) e fece parte di un comitato consultivo di cinque giornalisti per il rilancio del MinCulPop, con incarico riguardante editoria libraria, opuscoli e manifesti.
Nel 1960 pubblicò un volume di poesie precedute da una prefazione di Ardengo Soffici.
Egli dà prova in tutti i suoi libri di vera superiorità e serietà di spirito, nonché di doti artistiche, come in certi suoi racconti fantastici, e soprattutto quale poeta lirico, singolare per forza di immagini ed elevatezza di sentimento e di pensiero»
(Ardengo Soffici, prefazione a Liriche, Milano, Garzanti 1960.)
Nell'Archivio Vieusseux è depositato un fondo con le carte (ritagli di giornali e manoscritti) di Ridolfo Mazzucconi.

## Opere
(elenco parziale)
- Giosuè Bors, Roma-Milano, Augustea, 1931.
- Leonardo da Vinci, Firenze, Vallecchi, 1932.
- La notte di San Bartolomeo (1572), Milano, Mondadori, 1933.
- Una vita sbagliata: romanzo, Milano, Edizioni Ambrosiane, 1933.
- La giornata di Adua (1896), Milano, Mondadori, 1935.
- Scricciolo, quasi un uccello, 1935. Torino, SEI, 1953.
- Guida allo scrivere corretto, Milano, Le Lingue Estere, 1936.
- Lorenzaccio (Lorenzo de' Medici) 1514-1545, Milano, Mondadori, 1937.
- Storia della conquista dell'Africa, Milano, Istituto per gli studi di politica internazionale, 1937-38.
- Giotto, Firenze, Vallecchi, 1938.
- Liriche; vita e morte di un poeta, presentazione di Ardengo Soffici, Milano, Garzanti, 1960.
- Bigallo 1911, Milano, Il Luogo della Cascata (anche ebook), 2014